# آن‌ماری آلبیاچ
آن‌ماری آلبیاچ (انگلیسی: Anne-Marie Albiach; ۹ اوت ۱۹۳۷ – ۴ نوامبر ۲۰۱۲) زبان‌شناس، شاعر، مترجم، و نویسنده اهل فرانسه بود.